# Championnat de France féminin de water-polo 2013-2014
Cet article traite de l'épreuve féminine. Pour la compétition masculine, voir Championnat de France de water-polo masculin Pro A 2013-2014.
Navigation
Édition précédente Édition suivante
Le Championnat de France de water-polo Pro A est une compétition organisée par la Ligue promotionnelle de water-polo (LPWP).

## Les clubs participants
| \| Taverny Bordeaux Nancy Lille Saint-Jean d'Angély Nice \| Localisation des clubs engagés dans le championnat. |
| Taverny Bordeaux Nancy Lille Saint-Jean d'Angély Nice                                                           |

| Club                       | Classement 2013-2014 (après finales) | Entraîneurs (au 24 juin 2012, sinon voir référence) | Piscine                | Capacité (spectateurs) |
| -------------------------- | ------------------------------------ | --------------------------------------------------- | ---------------------- | ---------------------- |
| Olympic Nice Natation      | 1 (N1)                               |                                                     | Piscine Jean Andrieu   |                        |
| USB Bordeaux               | 4                                    |                                                     | Piscine Judaïque       |                        |
| Lille Métropole Water-Polo | 1                                    |                                                     | Piscine Marx Dormoy    |                        |
| NC Saint-Jean d'Angély     | 3                                    |                                                     | Piscine Atlantys       |                        |
| ASPTT Nancy                | 5                                    |                                                     | Piscine Alfred Nakache |                        |
| SN Taverny 95              | 5                                    |                                                     |                        |                        |

## Classement Pro A 2013-2014
Le classement est calculé avec le barème de points suivant : une victoire vaut trois points, le match nul un. La défaite ne rapporte aucun point. Au terme de la phase régulière, les équipes à égalité sont départagées d'après le score cumulé de leurs deux matches. Si nécessaire, les scores cumulés puis le nombre de buts inscrits face à chacune des autres équipes, selon leur classement, seront utilisés, voire une séance de tirs au but dans les cas ultimes.
| Rang | Équipe                           | Pts | J  | G  | N | P  | Bp  | Bc  | Diff |
| ---- | -------------------------------- | --- | -- | -- | - | -- | --- | --- | ---- |
| 1    | Lille Métropole Water-Polo VC CL | 30  | 10 | 10 | 0 | 0  | 167 | 42  | +125 |
| 2    | Olympic Nice Natation            | 24  | 10 | 8  | 0 | 2  | 138 | 77  | +61  |
| 3    | USB Bordeaux                     | 16  | 10 | 5  | 1 | 4  | 118 | 127 | -9   |
| 4    | NC Saint-Jean d'Angély           | 10  | 10 | 3  | 1 | 6  | 112 | 126 | -14  |
| 5    | ASPTT Nancy                      | 8   | 10 | 2  | 2 | 6  | 95  | 133 | -38  |
| 5    | SN Taverny 95                    | 0   | 10 | 0  | 0 | 10 | 58  | 183 | -125 |

 : tenant du titre 2013 ; VC : Vice-champion 2013 ; CL : Vainqueur de la Coupe de la Ligue 2014 .
Légende
- Qualifié pour les demi-finales.
- Match de barrage.

## Play-offs 2013-2014

### Barrage
L'équipe classée 3e rencontre l'équipe classée 6e et l'équipe classée 4e rencontre l'équipe classée 5e dans un barrage pour accéder à la phase finale.
| 28 mars 2015 | NC Saint-Jean d'Angély | '13 - 5' | ASPTT Nancy |  |
| 18 h 30 CEST |                        |          |             |  |
|              | Rapport                |          |             |  |

| 29 mars 2015 | USB Bordeaux | '12 - 5' | SN Taverny 95 |  |
| 14 h 30 CEST |              |          |               |  |
|              | Rapport      |          |               |  |

### Phase finale 2013-2014
Les demi-finales opposeront le premier du championnat au vainqueur du barrage entre le quatrième et le cinquième et le deuxième du championnat au vainqueur du barrage entre le troisième et le sixième. Les demi-finales et la finale se joueront en deux matchs aller/retour. Le match aller se joue chez le club le moins bien classé, le match retour chez le club le mieux classé.
|  | Demi-finales                   | Demi-finales              | Demi-finales |                                |    | Finale                     | Finale | Finale |  |
|  |                                |                           |              |                                |    |                            |        |        |  |
|  | 2014                           |                           |              |                                |    |                            |        |        |  |
|  |                                |                           |              |                                |    |                            |        |        |  |
|  | [1] Lille Métropole Water-Polo | 13                        | 16*          |                                |    |                            |        |        |  |
|  | [1] Lille Métropole Water-Polo | 13                        | 16*          | 2014                           |    |                            |        |        |  |
|  | [4] NC Saint-Jean d'Angély     | 5*                        | 5            |                                |    |                            |        |        |  |
|  | [4] NC Saint-Jean d'Angély     | 5*                        | 5            | [1] Lille Métropole Water-Polo | 13 | 16*                        |        |        |  |
|  |                                |                           |              |                                | 13 | 16*                        |        |        |  |
|  |                                | [2] Olympic Nice Natation | 6*           | 7                              |    |                            |        |        |  |
|  | [2] Olympic Nice Natation      | [2] Olympic Nice Natation | 6*           | 7                              | 7  | 8*                         |        |        |  |
|  | [2] Olympic Nice Natation      |                           |              |                                | 7  | 8*                         |        |        |  |
|  | [3] USB Bordeaux               | 6*                        | 6            |                                |    |                            |        |        |  |
|  | [3] USB Bordeaux               | 6*                        | 6            |                                |    |                            |        |        |  |
|  |                                |                           |              |                                |    | 3e Place                   |        |        |  |
|  |                                |                           |              |                                |    |                            |        |        |  |
|  |                                |                           |              |                                |    | [4] NC Saint-Jean d'Angély | 14*    |        |  |
|  |                                |                           |              |                                |    | [3] USB Bordeaux           | 8      |        |  |

- * : Équipe qui reçoit

## Classement des buteuses 2013-2014
|    | Buteur     | Club | Buts |
| -- | ---------- | ---- | ---- |
| 1  | Modèle:?-d |      |      |
| 2  | Modèle:?-d |      |      |
| 3  | Modèle:?-d |      |      |
| 4  |            |      |      |
| 5  |            |      |      |
| 6  |            |      |      |
| 7  |            |      |      |
| 8  |            |      |      |
| -  |            |      |      |
| 10 |            |      |      |

| Source : Classement officiel des buteurs |